# 에밀 루
피에르 폴 에밀 루 RFS(프랑스어: Pierre Paul Émile Roux, 1853년 12월 17일 ~ 1933년 11월 3일)는 프랑스의 의학자, 세균학자, 면역학자이다. 루는 파스퇴르 연구소의 공동 설립자인 루이 파스퇴르의 가장 가까운 협력자 가운데 한 명이었으며 이 질병에 효과적인 치료법인 항디프테리아 혈청의 생산을 책임졌다. 또한 콜레라, 가금 콜레라, 광견병, 결핵을 연구하기도 했다. 루는 면역학 분야의 창시자로 여겨진다.

## 생애 초반
루는 샤랑트주 콩폴랑에서 태어났다. 루는 아버지가 없는 어린 시절을 보냈다고 여겨진다. 1871년에 과학 학사 학위를 받았고 1872년에 클레르몽페랑 의과대학에서 의학을 배우기 시작했다. 처음에는 에밀 뒤클로의 지도 아래 과학부에서 화학 조교로 근무했다. 1874년부터 1878년까지 파리에서 공부를 계속했고 오텔 디외에서 임상 조수로 인정받았다. 1874년에서 1877년 사이에 루는 발드그라스에 있는 군사학교에서 회원 자격을 취득했지만 적절한 시기에 논문을 발표하는 데 실패하면서 그만두었다. 또한 루는 어떤 형태로든 반항을 하여 군대에서 축출되었을 것으로 생각된다. 1878년에는 소르본 대학교에서 자신의 후원자인 뒤클로가 제공한 발효 과정의 조수로 일하기 시작했다.
루는 1878년에 로즈 애나 셰들록과 비밀 결혼식을 올렸는데 셰들록은 파리 의과대학교에서 루를 만났다. 그러나 루는 1879년에 폐결핵으로 사망했다. 부정확한 전기에서 루의 조카는 루한테 셰들록이 결핵에 걸렸다고 말했다. 하지만 셰들록이 루와 결혼하기 전에 증상이 있었다는 것을 고려하면 이것은 가능성이 낮다. 그의 조카딸에 따르면 루는 결혼이 여성들에게는 그들의 "깊은 열망"을 충족시킬 수 있는 기회인 반면에 남성들에게는 "변신"이라고 믿었다고 한다.

## 파스퇴르와의 협업
뒤클로는 조수를 찾고 있던 루이 파스퇴르에게 루를 추천했고 루는 1878년부터 1883년까지 파리의 고등사범학교에서 파스퇴르의 연구실 조수로 합류했다. 루는 파스퇴르와 함께 처음 경력을 시작했을 때에 동물 접종자로 근무했다. 그는 기술적인 작업에서 좋은 성과를 거두었고 연구에 더 관여하게 된다. 루는 질병의 미생물학적 원인에 대한 연구를 시작했고 파스퇴르와 함께 가금 콜레라(1879년 ~ 1880년)와 탄저병(1879년 ~ 1890년)을 연구했다. 또한 푸이르포르에서 진행된 동물들의 탄저병 백신 접종에 대한 유명한 실험에 참여했다. 이 백신 실험에서 파스퇴르와 루는 양 25마리에게 탄저병 백신을 주사했고 나머지 25마리에게는 백신을 접종하지 않았다. 또한 50마리의 양 모두에게 탄저균이 주입되었다. 파스퇴르와 루가 예측한 대로 백신을 맞은 양 25마리는 모두 살아남았고 백신을 맞지 않은 양 25마리는 모두 죽었다.
루이 파스퇴르와 에밀 루는 때때로 질병에 대한 접근법에서 의견이 엇갈렸다. 파스퇴르는 실험적인 과학자인 반면에 루는 임상 의학에 더 집중했다. 또한 파스퇴르는 우익 성향을 가진 로마 가톨릭교회 신자였고 루는 좌익 성향의 무신론자였다. 두 사람의 많은 차이점을 고려할 때 이들은 탄저병과 광견병에 대응하는 백신을 위해 노력하면서도 자주 충돌했다. 루와 파스퇴르 사이의 주요 쟁점은 인간 실험의 윤리였는데 특히 광견병 백신을 인간에게 제공하는 것을 정당화하기 위해 필요한 동물 실험의 증거량을 고려했다. 루는 동물에게 안전하다는 추가적인 증거 없이 백신을 인간에게 주는 것을 더 꺼렸다.
루는 1883년에 의학 박사 학위 논문인 《광견병에 대한 새로운 획득》(Des Nouveles Acquisitions sur la Rage)를 발표했다. 그는 이 논문에서 1881년부터 파스퇴르와 함께 진행한 광견병에 대한 연구를 설명했는데 이는 무서운 질병에 대한 최초의 백신 개발로 이어졌다. 루는 광견병의 두개 내 전염에 대한 생각을 발견했고 이것은 면역학 연구에서 더 많은 이정표를 위한 길을 닦았다. 루는 현재 의학 미생물학과 면역학의 초기 과학 분야에서 전문가로 인정받고 있다. 루는 1883년에 파스퇴르의 다른 조수들(에드몽 노르카르, 루이 튈리에(질병에 걸린 이후에 알렉산드리아에서 사망함), 스트라우스)과 함께 루는 이집트로 가서 인간 콜레라의 발생을 연구했지만 그들은 콜레라의 병원체를 찾을 수 없었다, 이것은 나중에 독일의 의사인 로베르트 코흐에 의해 알렉산드리아에서 발견되었다.
1883년과 그 후 40년 동안에 걸쳐 에밀 루는 파스퇴르 연구소 설립에 보다 밀접하게 관여하게 되었다. 루는 전문 병원에서 개발, 연구, 응용을 결합하는 개념을 개발한 것으로 알려져 있다. 파스퇴르 병원의 가장 독특한 특징은 의료 서비스에 대한 자유로운 접근이었다. 이 병원은 또한 해당 기간 동안에 매우 위생적인 것으로 알려져 있었다. 루는 자신의 시간을 생물의학 연구와 행정 업무로 나누었다. 1888년은 루에게 자신의 경력에서 중요한 해로 여겨졌다. 루는 이 해에 서비스 책임자의 지위를 받아들이고 《파스퇴르 연구소 연대기》(Annales de l'Institut Pasteur) 편집위원회에 가입하는 한편 미생물학 기술에 대한 첫 정규 과정을 설립했다. 이것은 감염병에 대한 많은 중요한 프랑스와 외국의 연구자들과 의사들의 훈련 과정에서 큰 영향력을 행사했다.

## 디프테리아 연구
디프테리아 항독소 혈청의 개발은 독일 베를린의 에밀 아돌프 폰 베링과 프랑스 파리의 에밀 루 사이의 경쟁이었다. 그들은 둘 다 거의 동시에 그것을 개발했다. 하지만 그 혈청은 각 나라에서 다르게 판매되었다. 독일에서는 개인 사업장에서 혈청을 판매한 반면에 프랑스에서는 공동 의료 시스템을 통해 혈청을 유통했다. 디프테리아 항독소 혈청을 개발하려는 경쟁은 비록 각자의 연구팀이 채택한 실험 관행을 기반으로 하여 구축되었지만 독일과 프랑스 간의 국가적 경쟁으로 간주되었다. 에밀 아돌프 폰 베링은 1901년에 디프테리아에 대한 혈청 요법에 대한 공로로 첫 노벨 생리학·의학상을 수상하는 영예를 안았다. 루는 1888년에 진행된 디프테리아 독소의 분리를 통해 후보에 올랐지만 1901년에 그의 발견이 너무 "오래된" 것으로 여겨졌기 때문에 상을 받지 못했다. 루는 수년 동안에 걸쳐 노벨상에 근접한 과학자로 여겨졌지만 끝내 수상하지 못했다.
루는 1883년에 알렉상드르 예르생과 함께 클렙스-뢰플러균(Klebs-Loeffler bacillus, 나중에 코리네박테리움 딥테리아이(Corynebacterium diphtheriae)라고 부름)에 의한 디프테리아의 원인에 대한 자신의 1번째 고전 작품을 출판했다. 디프테리아는 인후 병변, 말초신경증, 심근염, 저혈압, 붕괴 등이 특징인 전염성 미생물 질병이다. 1891년에는 독일의 에밀 아돌프 폰 베링이 일본의 기타사토 시바사부로와 함께 디프테리아 독소에 대한 항체가 동물에서 생성될 수 있다고 증명했는데 이에 영향을 받은 루도 디프테리아를 치료하기 위한 효과적인 혈청을 개발하기 시작하게 된다. 루는 파리에 위치한 네케르-앙팡트 말라드 병원에서 300명의 병든 아이들을 대상으로 한 연구에서 오귀스트 샤일루와 함께 이 항독소의 사용을 성공적으로 입증했고 그 이후로 유럽 각지에서 열린 의학 회의에서 과학적 영웅으로 칭송받았다.

## 그 외의 연구와 말년
루는 몇 년 뒤에 파상풍, 결핵, 매독, 폐렴의 미생물학과 실용 면역학에 대한 많은 연구에 지칠 줄 모르고 헌신했다. 1900년에는 왕립 스웨덴 과학한림원의 회원으로 선출되었다. 1904년에는 파스퇴르 연구소의 총책임자로서 파스퇴르의 이전 직위에 지명되었다. 루는 1916년에 파스퇴르 병원의 작은 아파트로 이사했으며 1933년 11월 3일에 파리에서 향년 78세를 일기로 사망했다.

## 수상과 영예
- 루는 1917년에 뛰어난 연구 성과를 인정받아 코플리 메달을 수상했다.[11]
- 2007년에 프랑스의 아마추어 천문학자인 베르나르 크리스토프가 발견한 소행성인 293366 루(293366 Roux)는 그의 이름을 따서 명명되었다.[12] 2017년 3월 12일에는 소행성체 센터(M.P.C. 103971)가 공식적인 소행성 명명 인용문을 발표했다.[13]
- 세포를 배양하기 위한 플라스크인 루 배양병은 그의 이름을 따서 지어졌다.[14]